# سينوب
سينوب (بالتركية: Sinop) هي مدينة يبلغ تعداد سكانها حوالي 36,734 نسمة وتقع في أقصى شمال تركيا من جهة البحر الأسود فيما يعرف تاريخيا بمنطقة بافلاغونيا. وهي عاصمة محافظة سينوب.

## المناخ

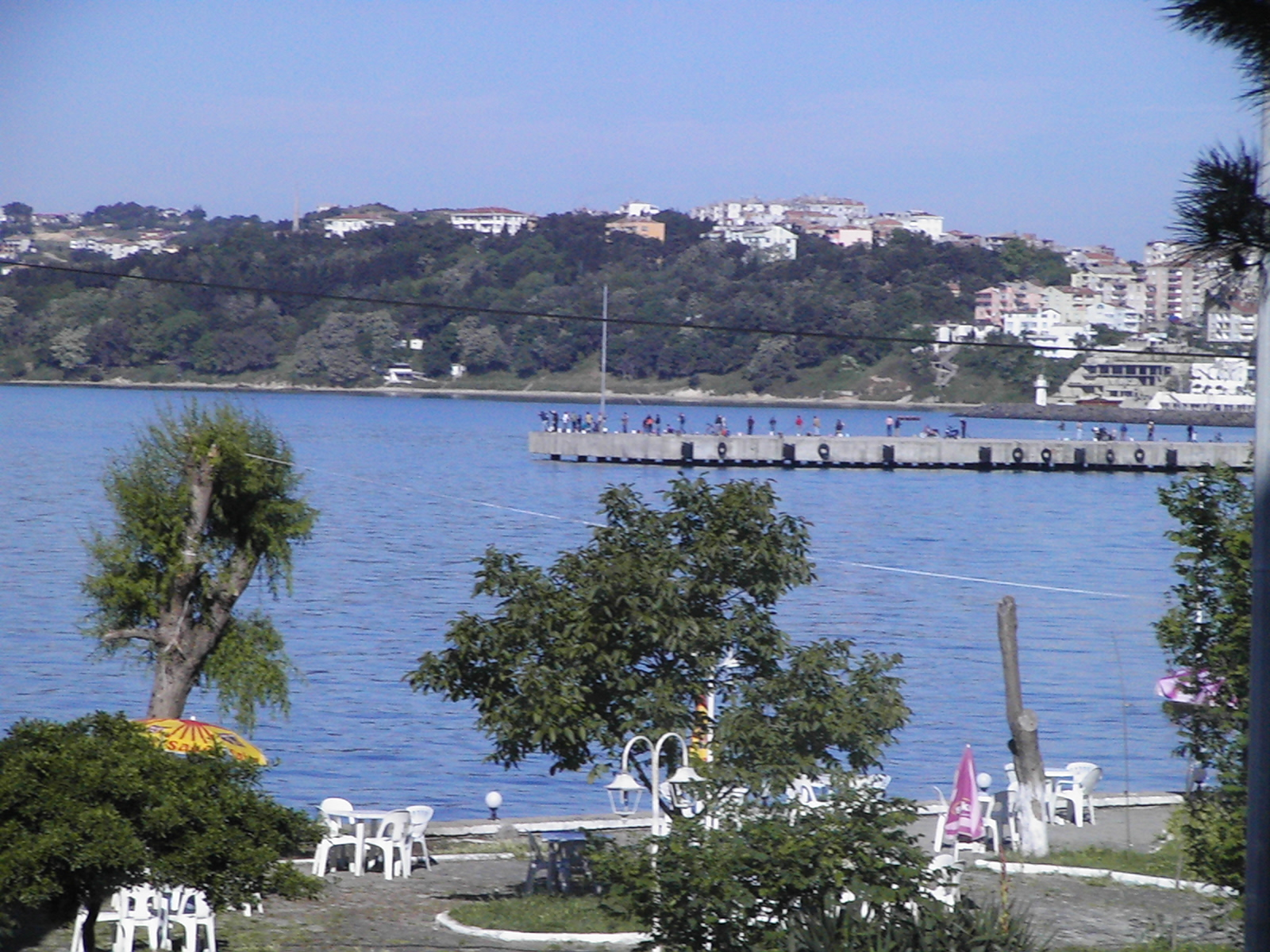
ميناء سينوب على البحر الأسود

مناخ بارد في الشتاء ومعتدل في الصيف مع تراوح في درجات الحرارة ليلا ونهارا

## المواقع التاريخية

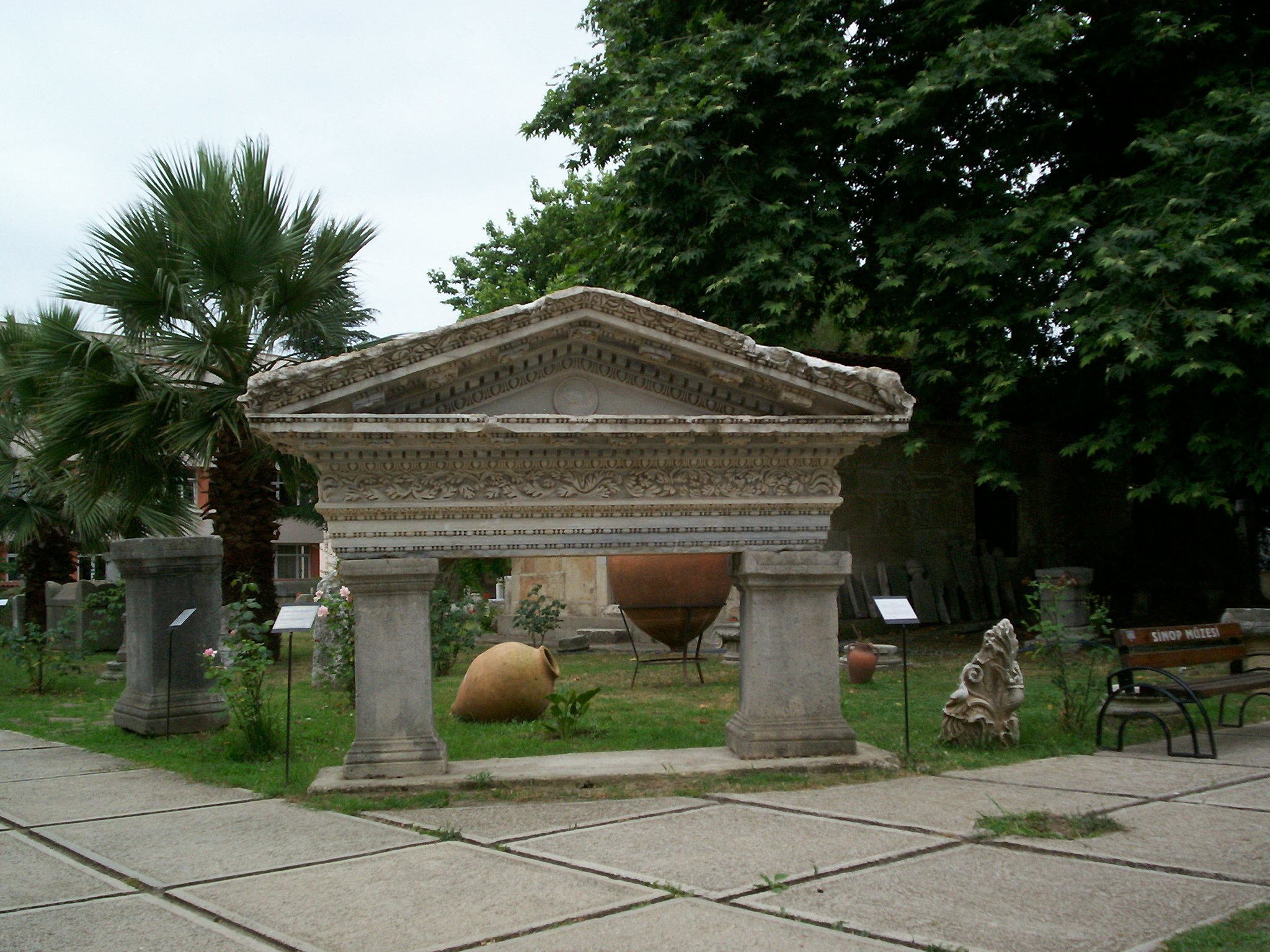
متحف سينوب

## أشخاص مشهورين من سينوب
تاريخيين:

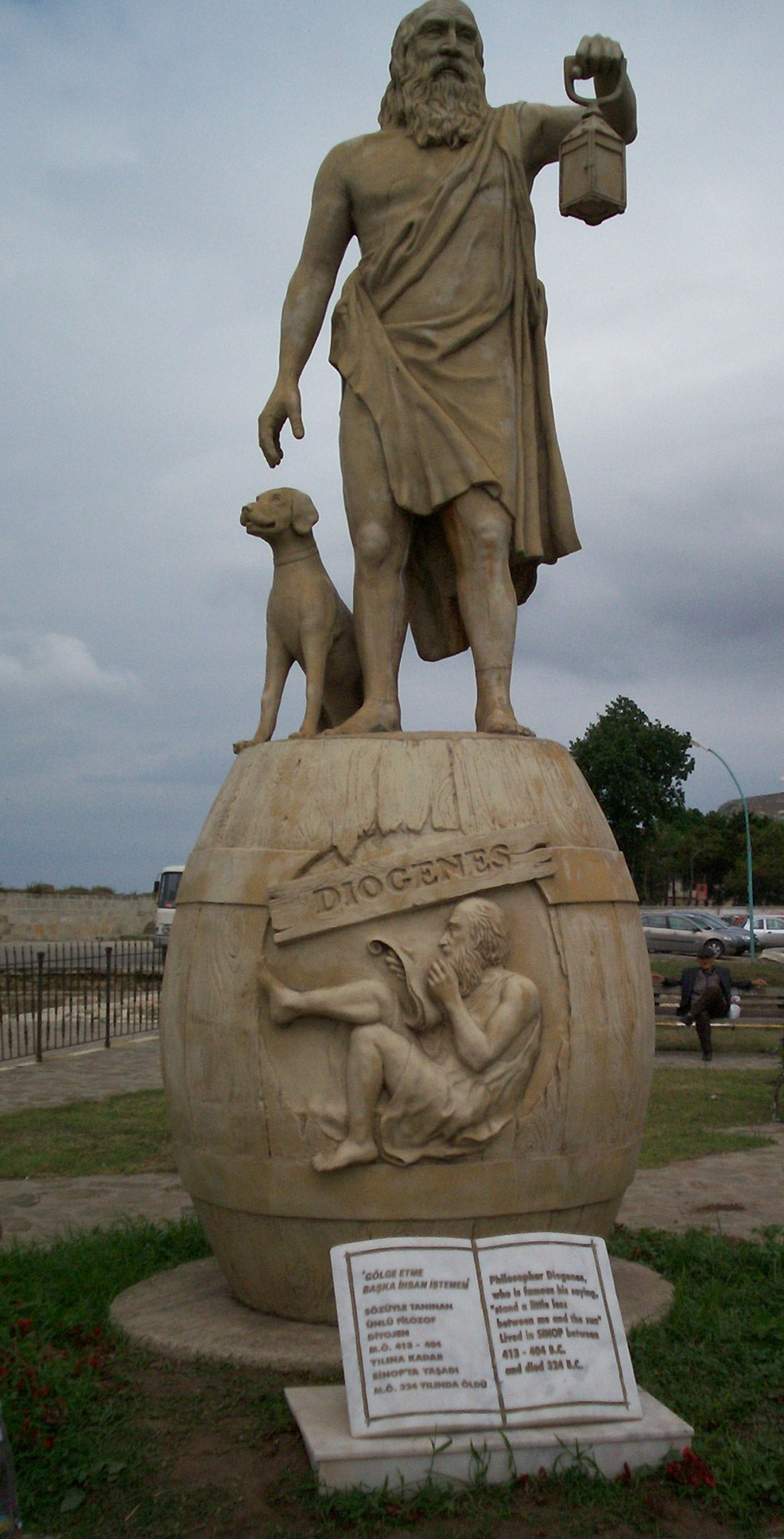
نمثال ديوجين في سينوب

- ديوجين (412 أو 404 ق.م -323 ق.م)، الفيلسوف
- مرقيون السينوبي (140 – 160م )، عالم عقيدة

معاصرين:
- نجم الدين أربكان (1926-2011)، رئيس الوزراء السابق

## المدن الشقيقة
لدى سينوب 9 مدن شقيقة[بحاجة لمصدر]
- بوغوتا، كولومبيا
- كورلو، تركيا
- إزكى، عمان
- جارفا، إستونيا
- ليون، فرنسا
- موسجيون، النرويج
- ميورمانسك، روسيا
- سوانزي، ويلز
- فارنا، بلغاريا

## أعلام
- هاكان أونسال
- جوكتشي أكيلدز
- ميثراداتس السادس
- جستنيان الثاني
- تولجا تيكينالب
- ديوجانس الكلبي

## وصلات خارجية
- Sinop, Turkey Governorship Website
- Official Web Site of Sinop نسخة محفوظة 2 سبتمبر 2011 على موقع واي باك مشين.
- Sinop VR Photography
- MA in Black Sea Cultural Studies. International Hellenic University-School of Humanities